# Rhinolasius dillonicus
Rhinolasius dillonicus är en plattmaskart som beskrevs av Tor Karling 1980. Rhinolasius dillonicus ingår i släktet Rhinolasius och familjen Koinocystididae. Inga underarter finns listade i Catalogue of Life.